# Calathiscus tantillus
Calathiscus tantillus là một loài san hô trong họ Poritidae. Loài này được Claereboudt & Al-Amri mô tả khoa học năm 2004.